# Гресівська селищна рада
Гре́сівська се́лищна ра́да — адміністративно-територіальна одиниця та орган місцевого самоврядування у складі Залізничного району Сімферополя Автономної Республіки Крим. Адміністративний центр — селище міського типу Гресівський.

## Загальні відомості
- Населення ради: 16 562 особи (станом на 2001 рік)

## Населені пункти
Селищній раді підпорядковані населені пункти:
- с-ще Гресівський
- с-ще Аерофлотський
- с-ще Бакачик-Кият
- с-ще Бітумне

## Склад ради
Рада складається з 30 депутатів та голови.
- Голова ради: Житнюк Іван Васильович
- Секретар ради: Колеснікова Тетяна Броніславівна

### Керівний склад попередніх скликань
| Прізвище, ім'я, по батькові | Основні відомості                                                | Дата обрання | Дата звільнення |
| --------------------------- | ---------------------------------------------------------------- | ------------ | --------------- |
| Шумєєва Наталія Георгіївна  | Селищний голова, 1953 року народження, позапартійна              | 26.03.2006   | 31.10.2010      |
| Житнюк Іван Васильович      | Селищний голова, 1951 року народження, освіта вища, безпартійний | 31.10.2010   |                 |

Примітка: таблиця складена за даними сайту Верховної Ради України

### Депутати
За результатами місцевих виборів 2010 року депутатами ради стали:

#### За суб'єктами висування
| Суб'єкт висування | Кількість обраних депутатів | %   |
| ----------------- | --------------------------- | --- |
| Самовисування     | 30                          | 100 |

#### За округами
| № округу | Прізвище, ім'я, по батькові      | Дата визнання обраним | Освіта             | Партійна приналежність                  | Відомості про обраного депутата                                                              |
| -------- | -------------------------------- | --------------------- | ------------------ | --------------------------------------- | -------------------------------------------------------------------------------------------- |
| 1        | Семенченко Надія Миколаївна      | 02.11.2010            | вища               | член Партії регіонів                    | НВК "Сад-школа «Боровичок» 1 ст., керівник                                                   |
| 2        | Єрмак Сергій Миколайович         | 02.11.2010            | вища               | член Партії регіонів                    | заступник Грєсівського селищного голови                                                      |
| 3        | Бабушкін Олександр Генрихович    | 02.11.2010            | вища               | член Партії регіонів                    | ТОВ «Приват-безпека», керівник                                                               |
| 4        | Троїцька Людмила Миколаївна      | 02.11.2010            | вища               | позапартійна                            | загальноосвітня школа № 34, викладач                                                         |
| 5        | Комендантов Сергій Дмитрович     | 02.11.2010            | вища               | член Партії регіонів                    | ГСК-7, член правління                                                                        |
| 6        | Єрофеєв Сергій Вікторович        | 02.11.2010            | вища               | член Партії регіонів                    | ТОВ «Кримтеплоелектроцентраль», інженер                                                      |
| 7        | Собещанська Валентина Федорівна  | 02.11.2010            | вища               | член Партії регіонів                    | 5 поліклініка, заступник головного лікаря                                                    |
| 8        | Момот Анна Олександрівна         | 02.11.2010            | вища               | позапартійна                            | РСП «Кримаерорух», диспетчер                                                                 |
| 9        | Гордєєв Олег Іванович            | 02.11.2010            | вища               | член Партії регіонів                    | ТОВ «Кримтеплоелектроцентраль», машиніст                                                     |
| 10       | Ковтонюк Василь Іванович         | 02.11.2010            | вища               | член Партії регіонів                    | Кримський республіканський центр соц. служб для сім'ї, дітей та молоді, провідний спеціаліст |
| 11       | Антонюк Павло Дмитрович          | 02.11.2010            | вища               | позапартійний                           | ВАТ «Аерофлот Російськи Авіалінії», диспетчер                                                |
| 12       | Васько Дмитро Олександрович      | 02.11.2010            | середня спеціальна | позапартійний                           | ТОВ «ПластГлассКрим», директор                                                               |
| 13       | Дорш Сергій Миколайович          | 02.11.2010            | вища               | позапартійний                           | ВАТ «Аерофлот», діспетчер                                                                    |
| 14       | Шентябіна Олена Миколаївна       | 02.11.2010            | вища               | член Партії регіонів                    | 5 поліклініка, завідувачка                                                                   |
| 15       | Рехтіна Тетяна Василівна         | 02.11.2010            | вища               | член Народної партії                    | ЦДЮТ «Єнергія», директор                                                                     |
| 16       | Кучина Олена Миколаївна          | 02.11.2010            | середня спеціальна | член Партії регіонів                    | тимчасово не працює                                                                          |
| 17       | Козинець Тетяна Леонідівна       | 02.11.2010            | вища               | член Партії регіонів                    | Сімферопольська міська рада, голова комітета по управлінню земельними ресурсами              |
| 18       | Колеснікова Тетяна Броніславівна | 02.11.2010            | вища               | член Партії регіонів                    | Гресівська селищна рада, секретар                                                            |
| 19       | Адамовіч Євген Сергійович        | 02.11.2010            | вища               | член Партії регіонів                    | тимчасово не працює                                                                          |
| 20       | Молчанов Олег Георгійович        | 02.11.2010            | вища               | член Партії регіонів                    | ВАТ "Міжнародний Аеропорт «Сімферополь», заступник комерційного директора                    |
| 21       | Шульга Ольга Анатоліївна         | 02.11.2010            | вища               | член Партії регіонів                    | ВАТ "Міжнародний Аеропорт «Сімферополь», юрисконсульт                                        |
| 22       | Чепухіна Оксана Володимирівна    | 02.11.2010            | вища               | член Партії регіонів                    | ВАТ "Міжнародний Аеропорт «Сімферополь», інженер-програміст                                  |
| 23       | Удовидченко Людмила Федорівна    | 02.11.2010            | вища               | член Партії регіонів                    | загальноосвітня школа № 34, заступник директора з навчально-виховної роботи                  |
| 24       | Віноградов Валерій Анатолійович  | 02.11.2010            | середня спеціальна | член Партії регіонів                    | тимчасово не працює                                                                          |
| 25       | Сова Богдан Сергійович           | 02.11.2010            | вища               | позапартійний                           | РСП «Кримаерорух», діспетчер                                                                 |
| 26       | Плаксін Олег Юрійович            | 02.11.2010            | середня            | член Партії регіонів                    | підприємство «Сігма-сервіс», заступник директора                                             |
| 27       | Дівєнко Олена Федорівна          | 02.11.2010            | середня спеціальна | член Політичної партії «Руська Єдність» | тимчасово не працює                                                                          |
| 28       | Житнюк Дмитро Іванович           | 02.11.2010            | вища               | позапартійний                           | товариство «Спартак», провідний спеціаліст                                                   |
| 29       | Гольдман Давид Якович            | 02.11.2010            | вища               | член Партії регіонів                    | ЗАТ «СігмаБанк», касир-охоронець                                                             |
| 30       | Ілларіонов Олександр Борисович   | 02.11.2010            | вища               | позапартійний                           | ВАТ "Міжнародний Аеропорт «Сімферополь», директор служби торгівлі та побутових послуг        |